# Capraia
Capraia er en italiensk ø beliggende mellem Toscanas kyst og Korsika. Afstanden til det italienske fastland er ca. 64 km., og afstanden til Korsica er ca. 31 km. Øen har et areal på 19,3 km², og der er ca. 335 indbyggere på øen, som udgør en selvstændig kommune. Øens højeste punkt er Monte Castello, 445 m.o.h. Der er færgeforbindelse til Livorno på det italienske fastland.
I middelalderen var øen base for saracenske pirater; senere blev øen erobret af Pisa, for senere igen at overgå til Genova, hvorefter den administrativt kom til at høre under Korsika. Da Korsika i 1768 blev fransk, forblev Capraia imidlertid under Genova. I 1873 blev det besluttet at lægge en fangekoloni på øen, og i det følgende århundrede blev der bygget flere fængsler på øen, og der var i denne periode ikke offentlig adgang til øen. Det sidste fængsel blev imidlertid lukket i 1986, og der har siden da igen været adgang til øen.
Øen er en klippeø af vulkansk oprindelse. Der er på øen gode muligheder for vandreture, idet der i de seneste år er anlagt flere stier rundt på øen. På den sydligste del af øen er der dog adgangsforbud i maj og juni, idet dette er et af de få steder, hvor den sjældne korsikanske måge yngler. På øen lever også vilde muflonfår. På den nordlige del af øen kan man besøge flere af de nu nedlagt fængsler, der står og forfalder.
Øen har kun en by beliggende på øens østkyst. Byen domineres af en stor borg opført af pisanerne i det 11. – 13. århundrede, som der dog ikke er adgang til. Lidt uden for byen ligger den lille kirke , Santo Stefano, hvis oprindelse også går tilbage til det 13. århundrede. På øens sydligste spids ligger et fæstningstårn, Torre del Zenobito, fra 1506, og i det nordlige ende af øen ligger ligeledes et fæstningstårn.